# Morgauszy
Morgauszy (ros. Моргауши, czuwas. Муркаш) – wieś (ros. село, trb. sieło) w należącej do Rosji autonomicznej republice Czuwaszji.
Miejscowość jest ośrodkiem administracyjnym rejonu morgauskiego.